# Hisato Sato
Hisato Sato (佐藤 寿人, Sato Hisato, Kasukabe, 12 maart 1982) is een Japans voetballer die als aanvaller speelt bij JEF United Chiba.

## Carrière
Hisato Sato speelde tussen 2000 en 2004 voor JEF United Ichihara, Cerezo Osaka en Vegalta Sendai. Hij tekende in 2005 bij Sanfrecce Hiroshima.

## Japans voetbalelftal
Hisato Sato debuteerde in 2006 in het Japans nationaal elftal en speelde 31 interlands, waarin hij 4 keer scoorde.

## Statistieken
| Japans voetbalelftal | Japans voetbalelftal | Japans voetbalelftal |
| Jaar                 | Wed.                 | Dlp.                 |
| -------------------- | -------------------- | -------------------- |
| 2006                 | 12                   | 3                    |
| 2007                 | 7                    | 0                    |
| 2008                 | 6                    | 0                    |
| 2009                 | 3                    | 1                    |
| 2010                 | 3                    | 0                    |
| Totaal               | 31                   | 4                    |